# Ternstroemia selleana
Ternstroemia selleana är en tvåhjärtbladig växtart som beskrevs av Erik Leonard Ekman och O. Schmidt. Ternstroemia selleana ingår i släktet Ternstroemia och familjen Pentaphylacaceae. Inga underarter finns listade i Catalogue of Life.